# Гейне, Генрих
Хри́стиан Ио́ганн Ге́нрих Ге́йне (нем. Christian Johann Heinrich Heine, произносят Кри́стиан Йо́хан Ха́йнрих Ха́йнэ; 13 декабря 1797 года, Дюссельдорф — 17 февраля 1856 года, Париж) — немецкий поэт, публицист и критик позднего романтизма. Мастер сатиры, фельетона, путевых заметок. Идеолог движения «Молодая Германия». В 1830 году эмигрировал во Францию.

## Биография
Родился 13 декабря 1797 года в Дюссельдорфе в еврейской семье. Его отец Самсон Гейне (1764—1828) был обедневшим купцом, занимавшимся торговлей тканями.
При рождении был назван Хаим, домашние называли его Гарри. Кроме него в семье росли ещё трое детей — Шарлотта Гейне (1800—1899), которая была замужем за купцом Морицем Эмбденом (1790—1866), который был братом лидера еврейской общины Альтоны с 1815 по 1820 год Авраама Адольфа Эмбдена (1780—1855), Густав (1803—1886) и Максимилиан (1804—1879). Первоначальное воспитание Генрих получил в местном католическом лицее, где ему была привита любовь к пышности католического богослужения. Воспитанием сына серьёзно занималась мать Бетти Гейне (урождённая Пейра ван Гелдерн; 1771—1859), дочь. Образованная и мудрая женщина, она хотела обеспечить Генриху хорошее образование. С детства он высоко ценил собрание стихов и песен «Волшебный рог мальчика», выделяя его из всех других творений немецких романтиков. Некоторые стихи и песни из сборника (например «Rewelge») стали основой для произведений самого Гейне. Дед Гейне по отцовской линии, Хейман Гейне (ум. 1780), был еврейский купцом в Ганновере. Дед Гейне по материнской линии, Готшальк ван Гелдерн (1726—1795), был врачом общей практики в Дюссельдорфе и главой еврейской общины в Юлих-Берге.

После изгнания французов и присоединения Дюссельдорфа к Пруссии Генрих Гейне переходит в экономическое училище. Потом его отправили на стажировку во Франкфурт-на-Майне. Это была попытка сделать из мальчика продолжателя родовой финансово-торговой традиции. Но она провалилась, и Генрих вернулся домой. В 1816 году родители посылают сына в Альтону, где у его дяди, Соломона Гейне, был банк. Как настоящий педагог, он дал Генриху возможность раскрыть свои способности и поставил племянника во главе маленькой компании. Но Генрих «успешно» провалил дело меньше, чем за полгода. Тогда дядя поставил его вести бухгалтерские счета, но Генрих всё больше увлекался лирикой. Поссорившись с дядей, Генрих снова возвращается домой. 

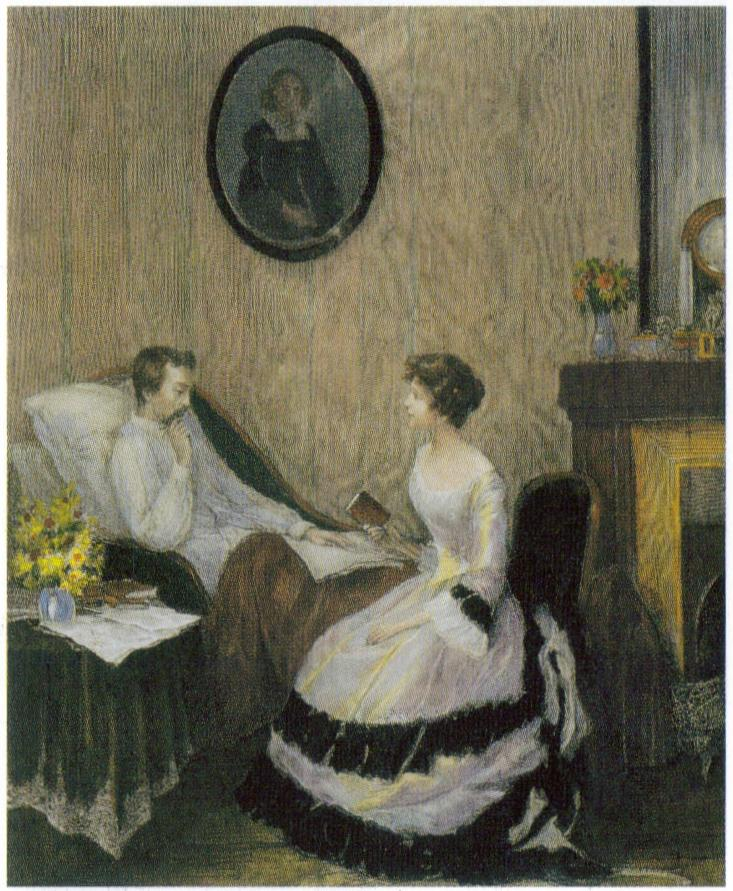
Гейне и его возлюбленная Элиза Криниц

За три года, проведённые у Соломона, он влюбился в свою кузину Амалию, дочь дяди. Любовь осталась безответной, и все переживания Генриха нашли выход в его стихах — особенно хорошо это видно в «Книге песен».
Формирование Гейне как поэта совпало с расцветом лирических жанров в немецкой литературе, поднятых на щит романтиками. Генрих создал блестящие образцы романтической поэзии, освободив её от чрезмерной патетики и условности. Стихотворный сборник «Книга песен», прославивший поэта на весь мир, обладает простотой, естественностью, импровизацией.
В «Книге песен» Гейне воплощал душевные переживания лирического героя в канонических жанрах сонета, баллады, романса. Но уже в этом раннем цикле заметно тяготение поэта к фольклорному песенному жанру, с присущей ему свободой поэтической формы. Гейне прибегает в стихах к лирическому монологу, параллелизму явлений природы и чувств героя.
Наиболее романтичен первый из четырёх разделов «Книги песен» — «Юношеские страдания». Трагедия лирического героя, влюбленного без взаимности, вырастает до космического масштаба, переживается как единственная в мире трагедия. Он утрачивает ощущение границ между сном и явью, жизнью и смертью.

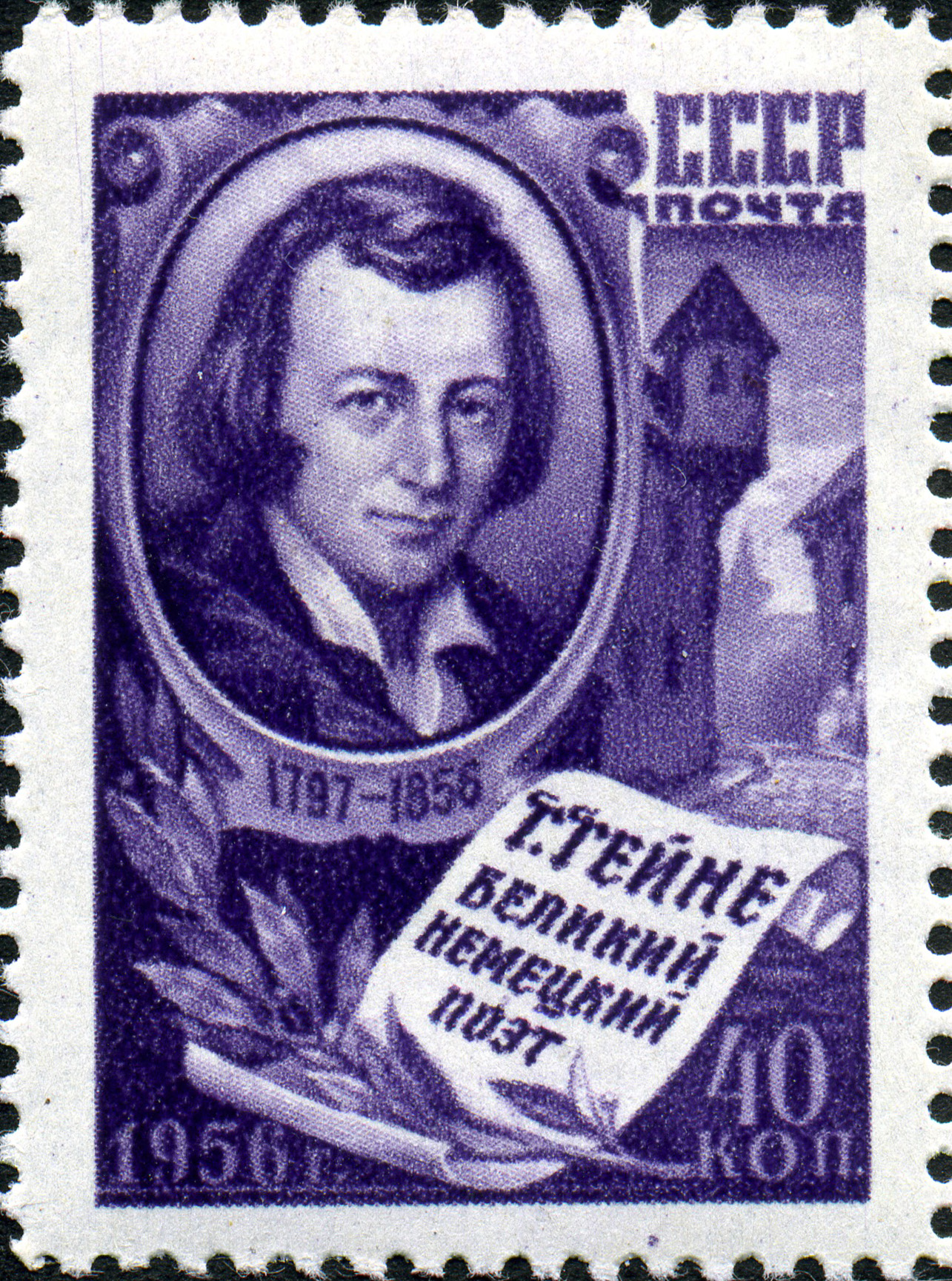
Почтовая марка СССР, 1956 год

Родители дали согласие на поступление сына в университет. Сначала он поступил на юридический факультет Боннского университета. Но, прослушав всего одну лекцию, Гейне увлекается посещением лекции по истории немецкого языка и поэзии, которую читал Август Шлегель. В 1820 году Гейне переходит в Гёттингенский университет, однако его исключают за вызов одного из студентов на дуэль, которым он отреагировал на оскорбления. С 1821 по 1823 год Гейне учится в Берлинском университете, где слушает курс лекций у Гегеля. В это время он приобщается к литературным кругам города. В 1825 году перед получением диплома доктора он вынужден был креститься, так как дипломы выдавались только христианам.
Поддержка Гейне Июльской революции 1830 года заставила поэта, уставшего от постоянной цензуры, эмигрировать в Париж. Он вновь побывал на родине, в Германии, только через 13 лет.
В 1834 году Гейне познакомился с девятнадцатилетней Криссенсией Эжени Мира (Criscence Eugene Mirat), на которой женился в 1841 году. Матильда (как называл жену поэт) происходила из среды простых крестьян и приехала в пятнадцатилетнем возрасте к тётке-башмачнице в Париж. Г. Гейне финансировал её пребывание в нескольких учебных заведениях для молодых женщин. Она пережила Гейне и умерла 17 февраля 1883 года, в день смерти поэта.

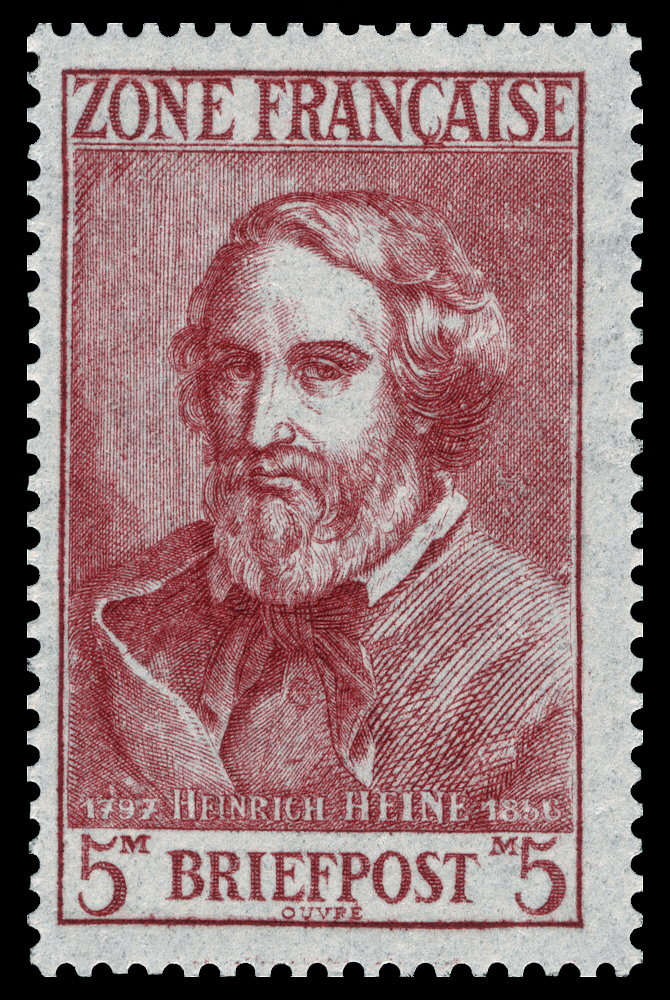
Почтовая марка с портретом Генриха Гейне из французской зоны оккупации Германии (1945)

Летом 1848 года по Европе прошёл слух о смерти поэта, на самом же деле он, попрощавшись в мае с белым светом (тогда он в последний раз выходил из дому и посещал Лувр), оказался прикованным к кровати из-за болезни. Ещё в 1846 году у него начался прогрессивный паралич, но он не потерял интереса к жизни и продолжал писать. После восьми лет болезни Гейне не сдавался и даже сохранил чувство юмора. В 1851 году вышел его последний сборник — «Романсеро». В сборнике чувствуются скептицизм и пессимизм. Вне всякого сомнения, в нём отразилось физическое состояние поэта.
Генрих Гейне умер 17 февраля 1856 года в Париже в возрасте 58 лет и был похоронен на кладбище Монмартр.

Право, не знаю, заслуживаю ли я того, чтобы гроб мой украсили когда-нибудь лавровым венком. Поэзия, при всей моей любви к ней, всегда была для меня только священной игрушкой или же освящённым средством для небесных целей. Я никогда не придавал большого значения славе поэта, и меня мало беспокоит, хвалят ли мои песни или порицают. Но на гроб мой вы должны возложить меч, ибо я был храбрым солдатом в войне за освобождение человечества!
Оригинальный текст (нем.)Ich weiß wirklich nicht, ob ich es verdiene, daß man mir einst mit einem Lorbeerkranz den Sarg verziere. Die Poesie, wie sehr ich sie auch liebt, war immer nur ein heiliges Spielzeug oder geweihtes Mittel für himmlische Zwecke. Ich habe nie großen Wert gelegt auf Dichter-Ruhm, und ob man meine Lieder preiset oder tadelt, es kümmert mich wenig. Aber ein Schwert sollt ihr mir auf den Sarg legen; denn ich war ein braver Soldat im Befreiungskrieg der Menschheit.
— Генрих Гейне, Путевые картины, Путешествие из Мюнхена до Генуи, глава XXXI, 1829 (перевод В. А. Зоргенфрея)

### Отношения с К. Марксом

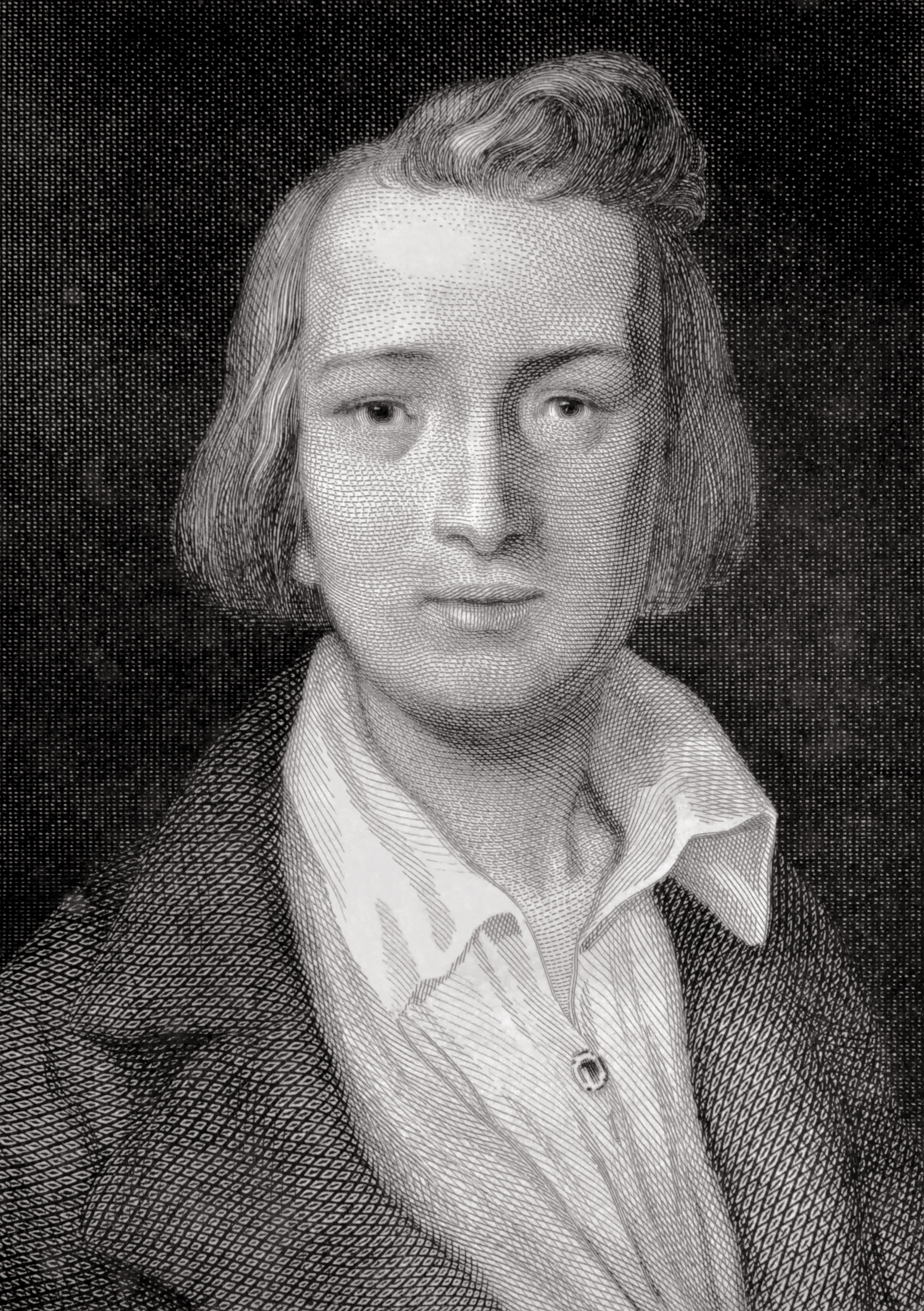
Гравированный портрет 1837 года

Гейне был дальним родственником Карла Маркса по материнской линии. Примечательно, что, познакомившись в 1843 году в Париже, они не подозревали о своём родстве. Поэт был очарован умом этого молодого философа и почти ежедневно приходил на улицу Вано поговорить о политике и литературе. Оба они разделяли пристрастие к французским утопистам. В 1844 году они вместе сотрудничали в выходившей краткое время в Париже газете немецкой революционной эмиграции «Форвертс». Карл призывал Гейне поставить свой поэтический гений на службу свободе: «Оставьте эти вечные любовные серенады и покажите поэтам, как орудовать хлыстом».
По воспоминаниям Франциски Кугельман, очень часто, когда кто-нибудь проявлял излишнюю сентиментальность, Маркс цитировал четверостишие Гейне:

Раз барышня стояла

Над морем в поздний час

И горестно вздыхала,

Что солнца луч погас.
Оригинальный текст (нем.)
Das Fräulein stand am Meere

Und seufzte lang und bang.

Es rührte sie so sehre

der Sonnenuntergang.

Маркс навещал поэта вплоть до последних его дней, и Ф. Кугельман сохранила для истории начало их последнего диалога:

Гейне как раз перестилали постель, когда вошёл Маркс; он был так болен, что к нему едва можно было прикасаться, сиделки поэтому несли его в кровать на простыне. Гейне, которого даже в этот момент не оставил его юмор, совсем слабым голосом приветствовал Маркса:
— Видите, дорогой Маркс, дамы всё ещё носят меня на руках…
— Кугельман, Ф. «Несколько штрихов…» в кн.: Воспоминания о Марксе и Энгельсе. — М., Политиздат, 1956. — с. 288.

## Основные произведения
- Сборник стихов «Книга песен» (Buch der Lieder), 1827
- «Путевые картины» (Reisebilder):
  - 1 том — Путешествие по Гарцу (Die Harzreise), 1826
  - 2 том — Северное море (Nordsee) и Идеи. Книга Ле Гран (Ideen. Das Buch Le Grand), 1827
  - 3 том — Путешествие из Мюнхена до Генуи (Reise von München nach Genua) и Луккские воды (Die Bäder von Lucca), 1829
  - 4 том — Город Лукка (Die Stadt Lucca) и Английские фрагменты (Englische Fragmente), 1831
- Сборник стихов «Новые стихотворения» (Neue Gedichte), 1844
- Сборник стихов «Романсеро» (Romanzero), 1851
- Поэмы «Атта Троль» (1841), «Германия. Зимняя сказка» (1844)

## Наследие
- Гейне был любимым поэтом австрийской императрицы Елизаветы, Альберта Эйнштейна, молодого Йозефа Геббельса[17], Н. И. Бухарина[18][19].
- Его могила была спроектирована датским скульптором Луисом Хассельриисом. На трёх сторонах надгробия выгравировано стихотворение Гейне «Где?» (нем. Wo?) Где найду, усталый странник, я последнюю постель? Где шумит на юге пальма? Где молчит над Рейном ель? Яму выроет чужая, мне в сухом песке рука или там, где чаек стаи, плеск волны и облака? Всё одно! Когда и где-бы я б не лёг, в какой стране — лампы смерти в Божьем небе, будут звёзды в вышине. (перевод Винарчука Р. В.)[источник не указан 110 дней]
- Стихи Гейне послужили основой для множества песен и других произведений выдающихся композиторов. В XIX веке к его наследию обращались Роберт Шуман, Фридрих Зильхер, Франц Шуберт, Феликс Мендельсон, Фанни Мендельсон, Иоганнес Брамс, Эдвард Григ, Хуго Вольф, Рихард Штраус, Пётр Чайковский, Эдуард Мак-Доуэлл, Клара Шуман и Рихард Вагнер. В XX веке произведения Гейне вдохновляли Николая Метнера, Ханса Хенце, Карла Орфа, Валерия Гаврилина, лорда Бернерса, Пауля Линке, Марселя Тиберга[20].
- После прихода к власти нацистов Гейне из-за его еврейского происхождения и прогрессивных взглядов был под запретом в нацистской Германии; памятники ему были разрушены, а его самого на страницах «Völkischer Beobachter» и в речах нацистских видных деятелей типа Розенберга называли «дегенератом». Произведения Гейне были под запретом в гитлеровской Германии, за исключением песни «Лорелея», которая печаталась как народная. Его книги там жгли на площадях как сионистскую пропаганду[21]. Костры, на которых сжигали книги, подтвердили цитату из трагедии Гейне «Альманзор»:

Это была лишь прелюдия, там, где сжигают книги, впоследствии сжигают и людей.
Оригинальный текст (нем.)Das war ein Vorspiel nur, dort, wo man Bücher

Verbrennt, verbrennt man auch am Ende Menschen.

- 22 февраля 1997 года в честь Г. Гейне был назван астероид (7109) Heine, открытый астрономом Людмилой Карачкиной в Крымской астрофизической обсерватории 1 сентября 1983 г. Название было предложено первооткрывателем по случаю 200-летия со дня рождения поэта[23][24].
- В честь Г. Гейне названа улица в селе Багаевка Саратовской области[25].
- Одна из магистральных улиц г. Франкфурт-на-Майне — Аллея Генриха Гейне (нем. Heinrich-Heine-Allee)
- Улицы Гейне имеются в городах Нижний Новгород, Волгоград, Кокшетау (Казахстан), Тель-Авив.
- В израильской Хайфе есть площадь Генриха Гейне.